# نظرية الموسيقى
نظرية الموسيقى نظرية الموسيقى هي دراسة ممارسات وإمكانيات الموسيقى. هي حقل الدراسة الذي يتعامل مع كيفية عمل الموسيقى ويدرس ويختبر لغة وترقيم الموسيقى، ويميز الأنماط التي تتحكم بتقنيات الملحنين بإحساس كبير، ونظرية الموسيقى تركز وتحلل عناصر الموسيقى - الإيقاعية، الانسجامية، الألحانية، التنظيمية، التنسيقية والقوامية، وبشكل مفصل.
نظرية الموسيقى قد تتضمن أي بيان أو اعتقاد أو مفهوم حول الموسيقى، الناس الذين يدرسون هذه الخصائص المعروفة بنظريات الموسيقى، بعضهم يطبقون علم الصوتيات، وعلم وظائف الأعضاء البشرية وعلم النفس، وذلك لتفسير كيف ولماذا الموسيقى هي إحساس.
الأول هو ما يسمى «الأسس»، التي تدرس حاليًا كعناصر التدوين، والتوقيعات الأساسية، والتوقيعات الزمنية، والترميز الإيقاعي، وما إلى ذلك. [...] والثاني هو دراسة كتابات عن الموسيقى من العصور القديمة فصاعدا. [...] والثالث هو مجال للدراسة الموسيقية الحالية التي تسعى إلى تحديد العمليات والمبادئ العامة في الموسيقى - مجال البحث الذي يمكن تمييزه عن التحليل في أنه يأخذ كنقطة انطلاق له وليس العمل الفردي أو الأداء ولكن المواد الأساسية التي بنيت عليها.

غالبًا ما تهتم نظرية الموسيقى بوصف كيفية قيام الموسيقيين والملحنين بصنع الموسيقى، بما في ذلك أنظمة التوليف وطرق التكوين من بين موضوعات أخرى. بسبب التصور المتزايد باستمرار لما يشكل الموسيقى (انظر تعريف الموسيقى)، يمكن أن يكون التعريف الأكثر شمولاً هو أن نظرية الموسيقى هي اعتبار لأي ظواهر صوتية، بما في ذلك الصمت، حيث أنها تتعلق بالموسيقى. هذه ليست مبادئ توجيهية مطلقة؛ على سبيل المثال، كانت دراسة «الموسيقى» في منهج كلية الفنون الحرة في تعاليم (علوم) التي كانت شائعة في أوروبا في العصور الوسطى نظامًا مجرّدًا للنسب تم دراسته بعناية على مسافة من الممارسة الموسيقية الحالية. ومع ذلك، أصبح هذا الانضباط في العصور الوسطى الأساس لأنظمة الضبط في القرون اللاحقة، ويتم تضمينه بشكل عام في الدراسات الحديثة حول تاريخ نظرية الموسيقى.
تشتمل نظرية الموسيقى كنظام عملي على الأساليب والمفاهيم التي يستخدمها الملحنون والموسيقيون الآخرون في إنشاء الموسيقى. يمكن العثور على تطوير نظرية الموسيقى والمحافظة عليها ونقلها بهذا المعنى في تقاليد صنع الموسيقى الشفوية والكتابية والآلات الموسيقية وغيرها من الأعمال الفنية. على سبيل المثال، الأدوات القديمة من بلاد ما بين النهرين، والصين،  ومواقع ما قبل التاريخ في جميع أنحاء العالم تكشف تفاصيل عن الموسيقى فهي تنتج ويحتمل شيئا من النظرية الموسيقية التي قد تكون استخدمت من قبل صانعي تلك (انظر تاريخ الموسيقى والآلات الموسيقية). في الثقافات القديمة والمعيشية حول العالم، فإن الجذور العميقة والطويلة لنظرية الموسيقى ظاهرة بوضوح في الأدوات والتقاليد الشفهية وصنع الموسيقى الحالية. العديد من الثقافات، على الأقل بقدر ما يعود إلى بلاد ما بين النهرين القديمة والصين القديمة، نظرت أيضا في نظرية الموسيقى بطرق أكثر رسمية مثل الأطروحات المكتوبة والموسيقى. التقاليد العملية والعلمية تتداخل، كما العديد من الاطروحات العملية عن الموسيقى أنفسهم مكان ضمن تقليد الاطروحات أخرى، ما هي استشهد بها الكتابة العلمية يستشهد فقط بحث في وقت سابق بانتظام.
في الأوساط الأكاديمية الحديثة، نظرية الموسيقى هي حقل فرعي من علم الموسيقى، دراسة أوسع للثقافات الموسيقية والتاريخ. من الناحية الاصولية، نظرية الموسيقى هي عمل تأملي للموسيقى، من الناحية النظرية اليونانية، النظر، المشاهدة، التأمل، المضاربة، النظرية، أيضًا البصر، مشهد. على هذا النحو، فإنها غالبًا ما تهتم بالجوانب الموسيقية المجردة مثل التوليف والنغمات، والمقاييس، والاتساق والتنافر، والعلاقات الإيقاعية، ولكن هناك أيضًا مجموعة من النظريات المتعلقة بالجوانب العملية، مثل خلق أو أداء الموسيقى، التزييف، والزخرفة، والارتجال، والإنتاج الصوتي الإلكتروني. الشخص الذي يبحث أو يعلم أو يكتب مقالات حول نظرية الموسيقى هو منظّر موسيقي. الدراسة الجامعية، عادة إلى M.A. أو مستوى الدكتوراه، مطلوب للتدريس كمنظر نظري في مجال تتبع الحيازة في جامعة أمريكية أو كندية. تشمل طرق التحليل الرياضيات، والتحليل البياني، والتحليل الخاص الذي يمكّنه التدوين الموسيقي الغربي. وتستخدم أيضا الطرق المقارنة والوصفية والإحصائية وغيرها. غالبًا ما تشتمل كتب نظرية الموسيقى، خاصة في الولايات المتحدة الأمريكية، على عناصر من الصوتيات الموسيقية، واعتبارات التدوين الموسيقي، وتقنيات تكوين النغمة (الوئام والنقطة المقابلة)، بالإضافة إلى مواضيع أخرى.

## التاريخ

### قبل التاريخ
يمكن لأدوات ما قبل التاريخ المحفوظة، والقطع الأثرية، والتصوير اللاحق للأداء في الأعمال الفنية أن تقدم أدلة على بنية أنظمة الملعب في ثقافات ما قبل التاريخ. انظر على سبيل المثال مزامير العصر الحجري القديم، غودي، وناي أنيزازى.

### العصور القديمة

#### بلاد ما بين النهرين
تحتوي العديد من الألواح الطينية السومرية والأكادية على معلومات موسيقية ذات طبيعة نظرية، خاصة قوائم الفواصل والتواقيع. يفيد الباحث سام ميرلمان بأن أقرب هذه النصوص يرجع إلى ما قبل 1500 قبل الميلاد، إلى الألفية قبل أن تنجو من أي ثقافة أخرى للفكر الموسيقي المقارن. وعلاوة على ذلك، فإن «جميع نصوص بلاد ما بين النهرين، حول الموسيقى، متحدة باستخدام المصطلحات المستخدمة في الموسيقى، والتي كانت وفقًا للتواريخ التقريبية للنصوص، قيد الاستخدام منذ أكثر من 1000 عام».

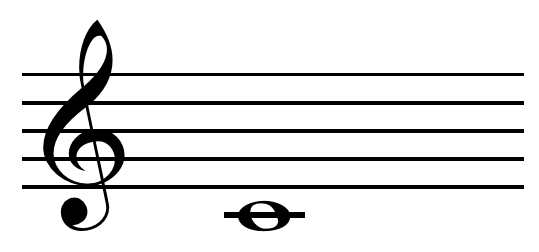

### الصين
لا يزال الكثير من تاريخ الموسيقى الصينية ونظريتها غير واضحين.
نُقشت أقدم النصوص حول نظرية الموسيقى الصينية على الأجراس الحجرية والبرونزية المحفورة في عام 1978 من قبر ماركيز يي (توفي عام 433 قبل الميلاد) في ولاية تسنغ. وتشمل أكثر من 2800 كلمة تصف نظريات وممارسات الموسيقى في ذلك الوقت. وتنتج الأجراس اثنين من مستويات الخماسي متداخلة ثلاث نغمات وبصرف النظر مع الملاعب الإضافية لاستكمال نطاق لوني.
تبدأ النظرية الصينية من الأرقام، والأعداد الموسيقية الرئيسية هي اثنتا عشرة وخمس وثمانية. الاثنا عشر يشير إلى عدد الملاعب التي يمكن بناء المقاييس عليها. يتذكر لوشي شانكيو من حوالي 239 قبل الميلاد أسطورة لينغ لون. بناء على طلب من الإمبراطور الأصفر، جمعت لينغ لون أطوال الخيزران مع اثني عشر عقدة سميكة. تهب على واحد من هذه مثل الأنابيب، وجدت أنه من المتفق عليه صوت واسمه هوانغ تشونغ، «الجرس الأصفر». لقد سمعت ثم غناءالفونكينز. غنّى طائر الفينيق من الذكور والإناث كل ستة نغمات. قطع لينغ لون أنابيب الخيزران الخاصة به لتتناسب مع طبقات الفينيق، حيث أنتج أنابيب من اثني عشر درجة في مجموعتين: ستة من طائر الفينيق الذكر وستة من الأنثى: كانت تسمى هذه اللولو أو في وقت لاحق بالشيريلو.

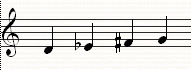

شكل اللولو مقياس الطقوس الذي تم ضبط العديد من الأدوات عليه. اسم الصوت أدنى، هوانغ تشونغ يعني أيضا «صحة موسيقية». تشكلت أرضية الملعب على مستوى قياسي، حيث وضعت أرضية الأساس من آلة القانون الموسيقية، الناي ومغنيين من أوركسترا البلاط الإمبراطوري. مصنوعة من أنابيب الملعب ذات الجدران المستقيمة دون ثقوب الإصبع من معدن الزهر، تحدد أطوالها من قبل أنظمة المحكمة. قدم مقياس لوني الناتج اثنتي عشرة ملاحظة أساسية لبناء المقاييس الموسيقية نفسها. لولو أيضا قيمة كونية: تلاحظ ملاحظاتها التردد الحيوي للأثني عشر شهرا من السنة، والإيقاع اليومي للساعة الثانية عشر من الساعة الصينية، وخطوط الطول الوخز بالإبر الإثني عشر الرئيسية، الخ.
تم إنشاء مجموعتي النغمات (ذكور وإناث) التي تقسم مقياس الإثني عشر نغمة بواسطة «طريقة الطرح وإضافة الثلث»، أو ثلاث نقاط الربح والخسارة، التي تشارك بالتناوب في الارتفاع إلى الخامس والنزول إلى الرابع من خلال الطرح أو إضافة الثالث من طول أنبوب الملعب السابق. وقد أشارت سيما كاين في سجلات المؤرخ الكبير (91 قبل الميلاد) إلى الملاعب الناتجة الناتجة عن إضافة إلى المرتبة الثالثة (والمنحدرة إلى المركز الرابع) على أنها ملاعب من «الجيل المتفوق»، وهي عبارة عن نغمات طائر الفينيق الذكوري لينج لون. يشار إلى الملاعب التي تنتج عن طرح ثلث (وتحتل المرتبة الخامسة) على أنها ملاعب من «الجيل الأقل»، وهي عبارة عن نغمات طائر الفينيق الإناث في لينغ لون.

### الهند
إن سامافيدا وياجورفيدا (من 1000 إلى 1000 قبل الميلاد) هما من أوائل الشهادات التي قدمتها الموسيقى الهندية، لكنهما لا تحتويان على أي نظرية تتحدث بشكل صحيح. ناثيا شاسترا، كتبت ما بين 200 BCE إلى 200 CE، تناقش الفواصل الزمنية (Śrutis)، المقاييس (Grāmas)، التناسق والتنافر، طبقات من البنية اللحنية (مارشانز، الأنماط)، الأنماط الحبيبية (Jātis)، الآلات، إلخ.

### اليونان
تتضمن الكتابات اليونانية القديمة المحفوظة على نظرية الموسيقى نوعين من الأعمال:
- أدلة تقنية تصف النظام الموسيقي اليوناني بما في ذلك الترميز، والمقاييس، والاتساق والتنافر، والإيقاع، وأنواع المقطوعات الموسيقية
- تتناول الطريقة التي تكشف بها الموسيقى أنماطًا عالمية من النظام تؤدي إلى أعلى مستويات المعرفة والفهم.

ومن المعروف أن عدة أسماء المنظرون قبل هذه الأعمال، بما في ذلك فيثاغورس (570 - .. 495 قبل الميلاد)، فيلولاوس (470 - 385 قبل الميلاد)، أرخيتاس (428-347 قبل الميلاد)، وغيرهم. وتشمل الأعمال من النوع الأول (الكتيبات الفنية).